# Polonid vápenatý
Polonid vápenatý je radioaktivní anorganická sloučenina se vzorcem CaPo, patřící mezi polonidy, chalkogenidy odvozené od polonia. V přírodě se nevyskytuje, připravuje se uměle, a vzhledem k radioaktivitě polonia, vysokému tlaku páry, a snadné oxidaci se obtížně zkoumá.

## Struktura
Za atmosférického tlaku má polonid vápenatý krychlovou krystalovou strukturu, podobnou halitu. Při tlaku okolo 16,7 GPa by měl přecházet do struktury podobající se chloridu cesnému.

## Elektronové vlastnosti
Na základě teoretických výpočtů se předpokládá, že by polonid vápenatý mohl mít polovodivé vlastnosti.